# Dmitrij Cylikin
Dmitrij Władimirowicz Cylikin ros. Дмитрий Владимирович Циликин (ur. 28 października 1961 w Leningradzie, zm. 29 marca 2016 w Petersburgu) – rosyjski aktor, dziennikarz i fotograf.

## Kariera artystyczna
W 1982 ukończył studia aktorskie w Rosyjskim Państwowym Instytucie Sztuk Scenicznych (klasa prof. I.P. Władimirowa). W latach 1982–1992 pracował w leningradzkim Akademickim Teatrze Komedii imienia N. Akimowa. W latach 1992–2004 pracował w czasopiśmie „Czas pik" jako korespondent i redaktor działu kultury. Stamtąd przeszedł do czasopisma „Firmiennyj", gdzie objął stanowisko redaktora naczelnego. Współpracował także jako dziennikarz, fotograf i krytyk teatralny z czasopismami: „Pietierburgskij tieatralnyj żurnał", „Kommiersant", „Moskowskije nowosti", „Wriemia nowostiej" i „Wiedomosti".
W latach 2001–2003 prowadził w telewizji RTR-5 programy "Art-ekspress" i "Spieszytie widiet´". Był autorem dwóch książek.
31 marca 2016 ciało Dmitrija Cylikina znalazła w jego własnym domu siostra Natalia. Denat nie żył od dwóch dni. Przyczyną śmierci był upływ krwi wywołany ranami zadanymi nożem.

## Dzieła
- 2002: „Wopros niże pojasa” («Вопрос ниже пояса»)
- 2004: „Piśma połumiortwogo czełowieka” («Письма полумёртвого человека», wspólnie z Lwem Lurie)